# Вилківська міська рада
Ви́лківська міська́ ра́да — орган місцевого самоврядування Вилківської міської громади (з 2017 р.) в Ізмаїльському районі Одеської області.

В 2017 році Вилківську міську раду Кілійського району виключено з облікових даних.

В тому ж 2017 році Вилківську міську раду Вилківської міської ОТГ включено в облікові дані.

## Склад ради
Рада складається з 30 депутатів та голови.
- Голова ради: Дзядзін Микола Тихонович

### Керівний склад попередніх скликань
| Прізвище, ім'я, по батькові  | Основні відомості                                                       | Дата обрання | Дата звільнення |
| ---------------------------- | ----------------------------------------------------------------------- | ------------ | --------------- |
| Поздняк Віктор Олександрович | Міський голова, 1946 року народження, безпартійний                      | 26.03.2006   | 31.10.2010      |
| Дзядзін Микола Тихонович     | Міський голова, 1958 року народження, освіта вища, член Партії регіонів | 31.10.2010   |                 |

Примітка: таблиця складена за даними сайту Верховної Ради України

### Депутати
За результатами місцевих виборів 2010 року депутатами ради стали:

#### За суб'єктами висування
| Суб'єкт висування                         | Кількість обраних депутатів | %    |
| ----------------------------------------- | --------------------------- | ---- |
| Партія регіонів                           | 17                          | 56,7 |
| Партія «Єдина Україна»                    | 5                           | 16,7 |
| Комуністична партія України               | 3                           | 10   |
| Партія промисловців і підприємців України | 3                           | 10   |
| Соціалістична партія України              | 2                           | 6,7  |

#### За округами
| № округу                                  | Прізвище, ім'я, по батькові        | Дата визнання обраним | Освіта  | Партійна приналежність                         | Відомості про обраного депутата                                                                                            |
| ----------------------------------------- | ---------------------------------- | --------------------- | ------- | ---------------------------------------------- | --- |
| Комуністична партія України               |                                    |                       |         |                                                | |
| б/м                                       | Зімченко Надія Іванівна            | 04.11.2010            | вища    | член Комуністичної партії України              | Вилківська міська рада, секретар ради                                                                                      |
| б/м                                       | Дудніченко Ярослав Вікторович      | 04.11.2010            | вища    | член Комуністичної партії України              | ВАТ «ПМК-98», інженер-енергетик                                                                                            |
| 4                                         | Галкін Петро Іванович              | 04.11.2010            | середня | позапартійний                                  | пенсіонер |
| Партія «Єдина Україна»                    |                                    |                       |         |                                                | |
| б/м                                       | Голубова Марія Федорівна           | 04.11.2010            | вища    | позапартійна                                   | Вилківська дитячо-юнацька спортивна школа, директор                                                                        |
| б/м                                       | Сукач Василь Володимирович         | 04.11.2010            | вища    | позапартійний                                  | Свято-Миколаївський храм м. Вилкове, настоятель                                                                            |
| б/м                                       | Ізотов Володимир Іванович          | 04.11.2010            | вища    | позапартійний                                  | Дунайське регіональне представництво Держфлот-інспекція, заступник начальника                                              |
| 5                                         | Рогачко Зоя Михайлівна             | 04.11.2010            | вища    | член Партії «Єдина Україна»                    | Вилківська музична школа, вчитель                                                                                          |
| 10                                        | Хмельовська Валентина Григорівна   | 04.11.2010            | вища    | позапартійна                                   | пенсіонер |
| Партія промисловців і підприємців України |                                    |                       |         |                                                | |
| б/м                                       | Маковецький Олександр Іванович     | 04.11.2010            | вища    | член Партії промисловців і підприємців України | КП «Одесаоблкіно», адміністратор                                                                                           |
| 11                                        | Щербатов Яків Григорович           | 04.11.2010            | середня | член Партії промисловців і підприємців України | МПП «Кунашир», директор |
| 14                                        | Маковецький В'ячеслав Іванович     | 04.11.2010            | середня | член Партії промисловців і підприємців України | приватний підприємець |
| Партія регіонів                           |                                    |                       |         |                                                | |
| б/м                                       | Столярчук Сергій Васильович        | 04.11.2010            | середня | позапартійний                                  | храм Різдва Пресвятої Богородиці, ієрей                                                                                    |
| б/м                                       | Мінчев Валерій Іванович            | 04.11.2010            | вища    | член Партії регіонів                           | Вилківська міська лікарня, головний лікар                                                                                  |
| б/м                                       | Унгаров Ємельян Савович            | 04.11.2010            | вища    | член Партії регіонів                           | пенсіонер |
| б/м                                       | Жигарєв Віктор Ілліч               | 04.11.2010            | вища    | член Партії регіонів                           | ТОВ від «Укррід», директор                                                                                                 |
| б/м                                       | Мельник Олег Петрович              | 04.11.2010            | вища    | член Партії регіонів                           | приватний підприємець |
| б/м                                       | Сілаков Іван Тимофійович           | 04.11.2010            | вища    | член Партії регіонів                           | пенсіонер |
| б/м                                       | Чернега Лідія Іванівна             | 04.11.2010            | вища    | член Партії регіонів                           | дошкільний навчальний заклад № 2 «Джерельце», завідувачка                                                                  |
| 1                                         | Крюкова Марина Михайлівна          | 04.11.2010            | вища    | член Партії регіонів                           | Вилківська загальноосвітня школа I-III ст. № 1, вчитель                                                                    |
| 2                                         | Райлян Василь Дементійович         | 04.11.2010            | вища    | член Партії регіонів                           | приватне підприємство «Рембудсервіс», директор                                                                             |
| 3                                         | Жуковський Олексій Володимирович   | 04.11.2010            | середня | член Партії регіонів                           | ТОВ «Екосервіс», директор                                                                                                  |
| 6                                         | Нечитайло Олексій Пилипович        | 04.11.2010            | вища    | член Партії регіонів                           | Вилківський навчально-виховний комплекс «Загальноосвітня школа I-III ст.-ліцей», вчитель                                   |
| 7                                         | Жмуд Михайло Єрофійович            | 04.11.2010            | вища    | член Партії регіонів                           | приватний підприємець |
| 8                                         | Рильський Сергій Григорович        | 04.11.2010            | середня | член Партії регіонів                           | приватне підприємство «Налім», директор                                                                                    |
| 9                                         | Тимошенко Іван Васильович          | 04.11.2010            | вища    | член Партії регіонів                           | пенсіонер |
| 12                                        | Дарчук Олексій Вікторович          | 04.11.2010            | вища    | член Партії регіонів                           | Вилківська загальноосвітня школа I-III ст. № 1, вчитель                                                                    |
| 13                                        | Нестеров Анатолій Кирилович        | 04.11.2010            | середня | член Партії регіонів                           | Вилківський територіальний відділ управління Західно-Чорноморського державного управління держрибоохорони, інженер-механік |
| 15                                        | Чорна Наталія Олексіївна           | 04.11.2010            | середня | член Партії регіонів                           | Вилківська метеостанція, начальник                                                                                         |
| Соціалістична партія України              |                                    |                       |         |                                                | |
| б/м                                       | Вакульченко Анатолій Олександрович | 04.11.2010            | середня | позапартійний                                  | ТОВ «Дон мар», капітан |
| б/м                                       | Руський Анатолій Микитович         | 04.11.2010            | середня | позапартійний                                  | ТОВ «Шанс», директор |